# ラチン県
ラチン県（ラチンけん、アゼルバイジャン語: Laçın rayonu）は、アゼルバイジャン西部の県。カラバフの3地方のうち、ザンゲズル地方に含まれる。山岳地帯に位置し、豊かな自然環境と農業、酪農が盛ん。県都はラチンで、首都バクーから陸路で450kmの位置にある。
アルメニアと旧ナゴルノ・カラバフ自治州を最短距離で結ぶラチン回廊が県内に存在し、自治州がアルメニアの後押しを受けてアルツァフ共和国（ナゴルノ・カラバフ共和国）として独立を宣言すると、その重要性から1992年にラチンを占領した。以後約28年間、ラチン県全域はアルツァフに実効支配され、アグジャバディ県に県政府が置かれた。2020年の停戦協定で回廊地帯を除く大部分が同年12月1日に返還され、再びアゼルバイジャンの統治下に入った。

## 歴史

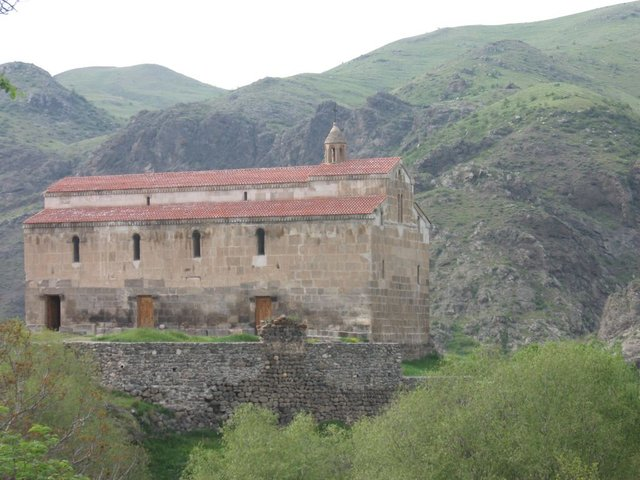
古代に建てられたTsitsernavank修道院

ラチンは「誇り」という意味で、これは県都ラチンの近くにある山にちなむ。それまではAbdallarと呼ばれていたが、1924年にラチンが市へ昇格したことを記念して作家Tağı Şahbazi Simurğによって命名された。
古代はアルメニア王国、アトロパテネ王国の領土の一部として、人が居住していたという。県内には紀元前ごろの芸術作品や、中世に建てられた城や橋といった歴史的建造物が多数存在し、国が認定したもので合計200を超える（ラチン県の歴史的建造物の一覧）。近代はカラバフ・ハーン国、ロシア帝国エリザヴェトポリ県に属した。ソビエト連邦成立後はアゼルバイジャン・ソビエト社会主義共和国の一部となり、1930年にラチン県が設置される。
ソビエト連邦末期、ナゴルノ・カラバフ自治州を巡りアルメニアとアゼルバイジャンとの間に戦争が勃発する（ナゴルノ・カラバフ戦争）。ソ連崩壊後の1992年5月18日、アルメニア軍はラチンに侵攻し支配下に置くことに成功する。やがて県全体が制圧され、その過程で多数の歴史的建造物が被害を受ける。住民であったアゼルバイジャン人は殺害されるか、国内避難民として県外へ避難した。ラチン県は自治州外では初めてとなるアルメニア勢力の占領地となり、その衝撃はアゼルバイジャン国民を刺激し当時大統領であったアヤズ・ムタリボフが辞任に追い込まれた。県はアルツァフ共和国のカシャタグ地区の一部となり、アルメニア人が多数入植した。
2020年9月末より始まったナゴルノ・カラバフ紛争では、アゼルバイジャンが優位な状態で停戦。停戦協定によって、12月1日にラチン県はアゼルバイジャンへ返還することが決定した。一方でラチン回廊はロシアの平和維持軍の管理下に置かれ、アルメニア・アルツァフ間の交通を監視することになった。12月1日に予定通りアゼルバイジャンに返還され、同日中に同国軍が進駐した。

## 行政区画
1つの市（ラチン）、1つの都市型集落（町、Qayğı）、125の村から成る。

## 住民
2009年に実施された国勢調査では「ラチン県」の総人口は69,087人であった。民族別人口は以下の通り。
- アゼルバイジャン人：66,671人（約97パーセント）
- クルド人：1,914人
- トルコ人：464人
- ロシア人：28人
- その他：10人

しかし前述のとおり国勢調査が行われた当時は全域がアルツァフの実効支配下にあり、「現地」の統計ではないことを留意する必要がある。なおアルツァフが2005年に実施した国勢調査ではカシャタグ地区の総人口は9,763人。カシャタグ地区はラチン県よりも大きいが、民族内訳ではほぼ全員がアルメニア人となっており、アゼルバイジャン人は0人という結果が出ている。
紛争前となる1979年ソ連国勢調査では総人口は47,261人。
- アゼルバイジャン人：44,665人（約95パーセント)
- クルド人：2.437人
- アルメニア人：34人
- ロシア人・ウクライナ人：28人
- レズギ人：23人
- アヴァール人：10人
- グルジア人：9人
- ユダヤ人：1人
- タタール人：1人

### クルド人
クルド人はソビエト連邦時代より一定数居住しており、連邦成立後の数年間はクルド人の行政区画であるクルディスタン郡（赤クルディスタンとも）が設置されていた。アルメニアの占領後となる1992年5月20日、70人ほどのクルド人によって「ラチン・クルド人共和国」の建国が宣言された。これは歴史的経緯からクルド人の権利を尊重したアルメニアの提案であったが、ほとんどのクルド人は侵攻の際に殺害されるか県外へ避難しており、共和国の領土と宣言された地域にはごく少数しか残っていなかった。その後アルメニア人が増加していく中、共和国は自然消滅した。この20世紀に2度行われたクルド人の自治計画は、どちらもソビエト連邦・アルメニアによって政治利用されたという見方がある。